# Caudalejeunea lehmanniana
Caudalejeunea lehmanniana là một loài Rêu trong họ Lejeuneaceae. Loài này được (Gottsche, Lindenb. & Nees) A. Evans mô tả khoa học đầu tiên năm 1907.